# Проглоттида

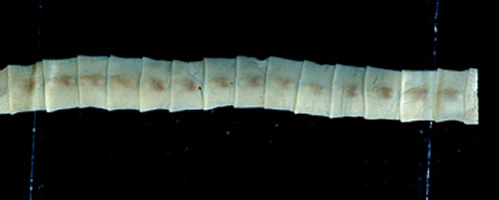
Проглоттиды широкого лентеца

Проглоттида (от лат. proglottis, множ. proglottids/proglottides из греч. προγλωσσίς, кончик языка) — отдельные членики (метамеры), составляющие вместе с головкой (сколексом) тело (стробилу) ленточных червей.
Проглоттиды образуются в течение всей жизни червя вблизи головки; по мере удаления от последней они становятся крупнее и более резко отграничены один от другого, а на самом конце тела самые старые проглоттиды отделяются поодиночке или группами от тела ленточного червя. Каждая проглоттида содержит мужские и женские половые органы и потому может размножаться независимо. Некоторые биологи делали предположение, что проглоттиды могут рассматриваться как отдельные организмы, а ленточный червь — как колония проглоттид.
Вначале каждая проглоттида содержит также независимую пищеварительную систему, но с удалением от сколекса проглоттида постепенно по сути преобразуется в контейнер для яиц.
В зависимости от строения проглоттид различают стробилы краспедотного типа (с наложением проглоттид на соседнюю) и акраспедотного (без такого наложения).
После отделения проглоттиды иногда продолжают некоторое время жить и двигаться, а у рода Echineibothrium, живущего в кишечнике скатов, могут даже вырастать. Каждая проглоттида содержит, помимо участка нервной и выделительной систем, ещё мужские и женские половые органы, а зрелые проглоттиды во время отделения от ленточного червя содержат яйца или зародыши. При отделении от червя, паразитирующего в кишечнике позвоночных животных и человека, проглоттиды вместе с калом или самостоятельно выходят наружу, и яйца проходят дальнейшее развитие во внешней среде.
Название впервые было употреблено, видимо, П. Ж. Ван Бенеденом в 1850 году.